# Apeadero de Benquerenças
El Apeadeiro de Benquerenças es una plataforma de la Línea de la Beira Baixa, que sirve a la localidad de Benquerenças, en el Distrito de Castelo Branco, en Portugal.

## Historia
Esta plataforma se encuentra en el tramo entre las Estaciones de Abrantes y Covilhã de la Línea de la Beira Baixa, que abrió a la circulación el 6 de septiembre de 1891.